# Cabera limbata
Cabera limbata là một loài bướm đêm trong họ Geometridae.